# Curtisden Green
Curtisden Green est un village du Kent, en Angleterre.